# Новый нечистый из преисподней
Это картина о Рае и об Аде, о небе и о земле, о вере и грехе, а больше всего о человеке. Это — произведение очень своеобразное и интересное.
«Новый нечистый из преисподней» — советский фильм 1964 года, снятый на студии «Таллинфильм» режиссёром Григорием Кромановым.
Сюжета фильма разработан на основе романа классика эстонской литературы Антона Таммсааре «Новый Нечистый из Самого Пекла», который в свою очередь базируется на сюжете из эстонской мифологии о том, как Нечистый попадает на землю в облике бесправного крестьянина-батрака и сталкивается с законами, обычаями и моралью мира и церкви.

## Сюжет
Нечистый является к святому Петру за очередной партией душ, однако не получает их. Оказывается, что на небесах возникло сомнение в том, а сотворён ли вообще человек таким образом, что он может обрести блаженство. Если нет, то по какому праву его посылают после смерти в Ад? Для разрешения этого вопроса Нечистому нужно прожить земную жизнь человеком. Если он сможет обрести блаженство, то значит это возможно и всё остаётся по-прежнему. Если же нет, то род людской будет уничтожен, а души соберут воедино из Рая и Ада, отправив туда, откуда они появились.
Нечистый со святым Петром долго решают в облике кого Нечистому отправиться на землю: купца, промышленника, рабочего, чиновника, учёного, художника или духовного лица. В итоге решают, что в этих ипостасях спасти душу невероятно трудно. Пётр не советует становиться рыбаком, исходя из своего опыта. В итоге решают, что проще всего достигнуть блаженства в роли крестьянина. Если надоест и будет трудно, то Нечистый из крестьянина выбьется в люди. Тогда Пётр думает, что это просто на земле… Нечистый готов отправиться на землю, но с условием: он берёт с собой и свою старуху.
Так в лесной глуши в одинокой усадьбе Самое Пекло, в стороне от людей и дорог, появляется эстонский крестьянин Юрка — человек огромной силы и необыкновенного трудолюбия. Он берёт у кулака Антса лошадь с телегой, поросенка, корову, и теперь батрачит на его поле, отрабатывая долг. Вскоре Юрка встречает девушку Юулу. У них рождаются дети. Жизнь текла медленно. Юрка выкорчевывал пни, вытаскивал вросшие в землю валуны, осушал болота под новые пашни и покосы. Но, как ни старался, Юрка не мог расплатиться с долгами. Когда он выплачивал старые, а уже набегали новые. Многолетний труд не приносил счастья. И разные беды валятся на крестьянина: старшему сыну молотилкой отрывает руку, опозоренная молодым Антсом погибает дочь Юрки. И замечает Юрка, что многое в жизни идёт не так, а уж подходит старость. И когда Антс за долги сгоняет его с земли, которую Юрка всю жизнь обрабатывал, Юрка сжигает его усадьбу.

Одна из самых впечатляющих и поэтичных в фильме — сцена смерти Юулы. В соседней комнате старик строгает доски для её гроба, а умирающая Юула плачет, вспоминая прожитую жизнь, и от горького счастья, что Юрка сегодня такой ласковый, каким он не был никогда. Юула просит обстрогать доски только снаружи, чтобы людям приятней было смотреть. Изнутри же обстругивать не надо. Лучше на дно пусть положит мху, мягкого, зелёного, красивого, какой был в ту пору, когда вместе убили медведя или тайком встречались в лесу— киновед Борис Петрович Долынин, журнал «Советский фильм» № 8 за 1965 год

## Литературная основа
Фильм снят по роману эстонского писателя, классика эстонской литературы Антона Таммсааре (1878—1940) «Põrgupõhja uus Vanapagan». Это последний, считающийся самым значительным его произведением, роман писателя, закончен за год до смерти — в 1939 году, а пролог и эпилог впервые опубликованы только в 1953 году.
Название романа «Põrgupõhja uus Vanapagan» на русский язык переводится по-разному: «Новый Нечистый из Самого Пекла», «Новый нечистый из пекла», «Новый нечистый из преисподней». Ванапаган — «Vanapagan» — это персонаж народной эстонской мифологии, «Старый Дьявол» изображаемый как огромный и злой, но глупый крестьянин, которого в многочисленных историях обманывает хитрый герой Кавал-Антс. «Põrgupõhja» — Преисподня, в романе название хутора — Пыргупыхья.

В 1939 году у этих персонажей началась новая жизнь. Они как бы заново родились в последнем романе крупнейшего эстонского писателя Антона Ханзена-Таммсааре «Новый Нечистый из Преисподней». Кавал-Антс стал современным писателю и досконально ему известным деревенским мироедом, эксплуататором, который фактически правит волостью благодаря своему неправедному богатству, лжи и обману. Неизвестно, откуда появляется в лесном заброшенном хуторе Пыргупыхья (Преисподня) новопоселенец — ширококостный, необычайно сильный, добросердечный, доверчивый и простодушный крестьянин и называет себя Ванапаганом.— журнал «Огонёк», 1978 год

На землю из преисподней является хозяин подземных сфер, он скорее напоминает беднягу лешего, чем наделенного сверхъестественной силой Люцифера. Он «вочеловечивается» на земле и становится простым крестьянином, попадает в кабалу к Хитрому Антсу (это позитивный образ сказок, но в романе он воплощает стяжательство и власть). Проходят века, и Нечистый убеждается, что на земле невозможно обрести блаженство. Даже бог-отец перестал посылать грешников к нему в пекло, иначе оскудеет рай. Герой поднимает бунт и громит своих противников, в первую очередь — Хитрого Антса. Этим гневным протестующим аккордом закончил свое творчество писатель- гуманист.— журнал «Север», 1977
В 1976 году также был поставлен фильм-спектакль «Новый нечистый из преисподней», режиссёр Яан Тооминг, в постановке театра «Ванемуйне».

## В ролях
- Эльмар Салулахт — Юрка, «Нечистый»
- Антс Эскола — Хитрый Антс
- Астрид Лепа — Юула
- Лейда Раммо — Лизете
- Хейно Мандри — священник
- Эйли Сильд-Торга — Майя
- Юри Ярвет — Святой Пётр
- Каарел Карм — Арст
- Яан Сауль — черт Куста
- Роберт Гутман — молодой Юрка
- Микк Микивер — молодой Антс
- Хуго Лаур — возчик
- Оскар Лийганд — сосед
- Лейда Ару — соседка
- Эйнари Коппель  — каменотёс
- Олев Эскола — констебель
- Аадо Хымре — констебль
- Хельмут Вааг — аукционист
- Тийа Крийса — горничная
- Сандер Раус — друг Антса
- Леонхард Мерзин — друг Антса
- Калью Караск — молодой человек в очках

## Критика
Журналом «Огонёк» картина была названа «великолепной»:

Вместе с героем-батраком зритель бунтует против угнетения человека человеком, против засилья хищничества и своекорыстия. И все в фильме поддерживает этот неистовый бунт, все усиливает давящее, тягостное настроение: унылые каменистые равнины, которые должен бедный человек, надрываясь и мучаясь, превратить в плодородные земли, чтобы они рожали хлеб, не для него — для других, хитрых и ловких.

Режиссёры-постановщики Ю. Мюйр и Г. Кроманов показывают, что нечеловеческий труд превращает и человека в Нечистого — подобие самого черта и землю его в Преисподнюю — подобие ада. Но зритель догадывается и о том, что бунтующий Нечистый становится действительно последним Нечистым из Преисподней, что вслед за его бунтом наступит желанное освобождение и для людей и для земли. И все это ощутимо живёт в подтексте: и во внешнем облике актера Э. Салулахта, играющего заглавную роль, и в облике земли и леса, облаков и камней, в корявых руках Нечистого, нежно обнимающего своих детей и любимую, в жестоком пламени пожарища, уничтожающего поместье…— журнал «Огонёк», 1966 год
Киновед Евгений Громов в рецензии на фильм в журнале «Искусство кино» отмечая высокий уровень для дебютной работы режиссёра, подметил, что ещё при постановке фильма были высказаны опасения касающиеся сложности экранизации романа, которые и определили недостатки фильма:

Говоря о серьезных возражениях, я не имею в виду суждения тех чересчур опасливых товарищей, которые из-за условной сказочной формы романа боялись, что картина получится мистической, даже религиозной. Нет, книга А. Таммсааре, представляющая собой яркую сатиру на буржуазные порядки и церковь, пронизана вольнолюбивым духом. Однако был резон в опасениях, что роман, опирающийся в своем сюжетном построении на дохристианские предания эстонского эпоса, потеряет при экранизации национальный колорит, может оказаться мало понятным широкому зрителю за пределами республики. Стало быть, за сюжетно простой историей бедного крестьянина Юрки стоит весьма сложная цепь социальных, этических и эстетических ассоциаций, уходящая своими корнями в глубины истории. Изложить все это на языке кино — задача не из легких: фильм не роман — его не снабдишь литературоведческим комментарием. Трудность экранизации усугублялась ещё внешней некинематографичностью первоисточника. В романе, насыщенном философскими рассуждениями, почти нет «выигрышных» зрелищных сцен, сравнительно мало действия. Вот почему бесспорные частные удачи фильма — удачи и в режиссёрской, и в операторской, и в актерской работе — не сложились в совершенное целое.— киновед Евгений Громов, Журнал «Искусство кино», 1965 год
В то же время в недостатках фильма вины сценаристов и режиссёра не было — работу над сценарием Ю. Мюйра и Г. Каледа, которых занимал вопрос экранизации романа, начали ещё за несколько лет до съемок, но тогда решением руководства студии работа была прервана и снят фильм «Парни одной деревни», а летом 1964 года, когда студия не имела готового сценария, а план по выпуску фильмов надо было выполнять (в 1964 году студия выпустила лишь два фильма: «Ноль три» и «Новый Нечистый из Преисподней») — в производство был принят ранее отложенный сценарий:

Теперь работы начались в форсированном темпе. И на заседании коллегии Комитета по кинематографии в июне 1964 года редактор Л. Реммельгас признал, что «сценарий был сдан в производство с большой поспешностью, так как период летних съемок уже наступил». Конечно, многие из недостатков, которые теперь вскрыла в этом в общем-то удавшемся фильме критика, были бы предотвращены, если бы авторы смогли нормально поработать над сценарием.— журнал «Коммунист Эстонии», 1965 год

## Призы
- Приз «Большой янтарь» и диплом жюри художественных фильмов (председатель В. Ордынский) на V кинофестивале прибалтийских республик в Таллине в 1965 году.[9][10]